# 범어사 석가26보살도
범어사 석가26보살도(梵魚寺 釋迦二十六菩薩圖)는 부산광역시 금정구 범어사에 보존되어 있는 그림으로, 상단 중앙의 석가상을 중심으로 그 좌우측에 26보살상을 그린 불화이다. 2003년 9월 16일 부산광역시의 문화재자료 제12호로 지정되었다.

## 개요
범어사에 보존되어 있는 그림으로, 상단 중앙의 석가상을 중심으로 그 좌우측에 26보살상을 그린 석가26보살도이다.
이 그림은 비단 바탕에 채색하여 그렸는데, 여러 가지의 안료를 사용하여 도상이 화려하게 표현되어 있다. 화면은 석가상이 상단 중앙에 배치되어 있고 그 좌우측에 보살상이 각각 상중하 3단으로 배치되어 있다. 본존상의 무릎 아래쪽 최하단 좌우측에는 보살상이 4구씩 배치되어 있으며, 중단의 좌우측에도 보살상이 4구씩, 본존상의 머리 위치의 최상단 좌우측에는 보살상이 5구씩 각각 배치되어 있다.
석가상의 육신부는 황백토를 바른 뒤에 담묵선으로 윤곽선을 표현하였다. 가사는 주색 바탕에 먹선으로 옷주름선을 그리고, 백색안료의 연화원문을 흩뜨리고 있다. 가사의 안쪽은 군청안료를 바르고 그 위에 백색으로 소형화문을 장식하고 있다. 군의는 녹청안료를 바르고, 매듭부분은 주색안료에 먹선으로 윤곽선을 그렸다. 보살상의 표현도 본존의 기법과 동일하다. 화면 상단의 하늘은 군청안료를 다소 두텁게 바르고 녹청·갈색 구름무늬가 배치되어 있다.
화면의 아랫부분 좌우 양쪽에 있는 기록에 의하면 이 그림은 광서 13년, 즉 조선 고종 24년(1887)에 조성된 것임을 알 수 있다.
범어사 석가26보살도는 화면의 아랫부분에 기술된 기록 내용으로 19세기 명문 서식이나, 조선후기 영남지역 화승들의 계보를 파악할 수 있으며, 19세기 각 도상들의 흐름을 연결하는 작품으로 가치가 있다.

## 같이 보기
- 범어사

## 참고 자료
- 범어사석가26보살도 - 국가유산청 국가유산포털